# 모토로라 68008

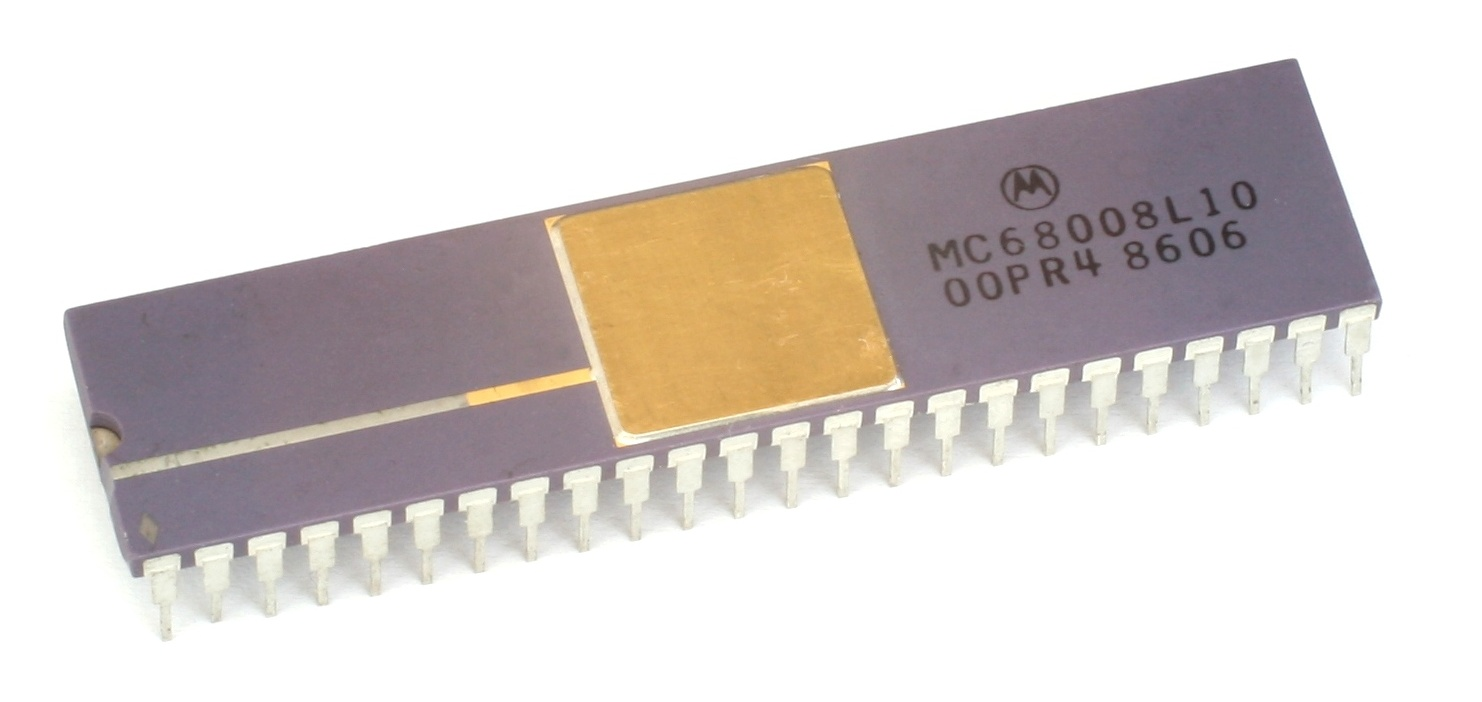
모토로라 MC68008

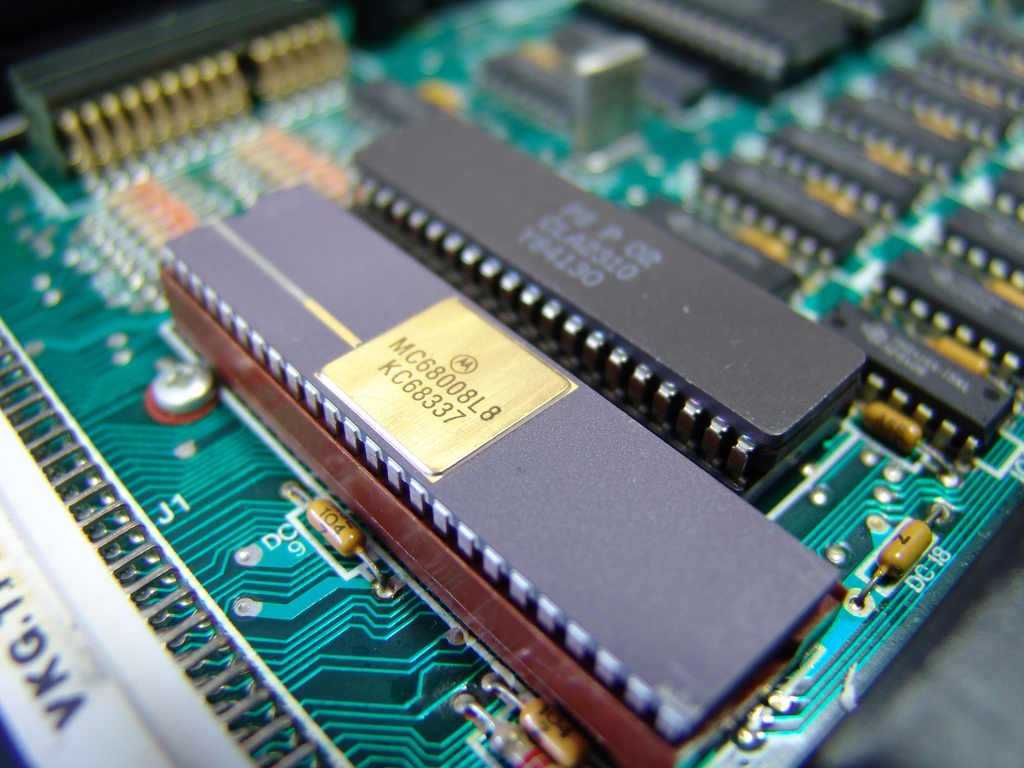
싱클레어 QL에 사용된 68008

모토로라 68008은 모토로라 68000의 외부 데이터 버스를 8비트로 줄인 축소형 버전이다.
오리지널 68000은 16비트 데이터 버스와 24비트 어드레스 버스로 구성되어 있는데 이처럼 비교적 큰 버스로 저가형 시스템을 설계하는 데에는 어려움이 있다. 즉, 회로 보드의 레이아웃이 복잡해지거나 시스템 구성에 더 많은 부품이 필요하다. 16비트 데이터 버스에는 8비트 버스에 비해 2배 많은 메모리 칩이 필요하다.
68008은 저가형 8비트 메모리 시스템을 위해 1982년 발표되었다. 68008은 8비트 데이터버스 때문에 같은 클럭의 68000에 비해 절반 정도의 성능밖에 못냈지만 다른 8비트 프로세서보다는 빨랐다. 그 이유는 68008이 32비트 아키텍처 프로세서이기 때문이었다.
데이터 / 어드레스 버스가 작은 점만 제외하면 68008은 내부 구성이나 동작, 마이크로아키텍처 등에서 68000과 동일한 제품이다.
68008은 HMOS 공정으로 70000개의 트랜지스터가 집적되어 있으며 8, 10 MHz 제품이 있다. 68008은 2가지 버전이 있는데 오리지널 버전은 48핀 DIP(dual in-line package), 20비트 어드레스 버스로 최대 1메가바이트의 메모리를 사용할 수 있으며 또 다른 버전은 52핀 PLCC(plastic leaded chip carrier), 22비트 어드레스 버스로 최대 4메가바이트 메모리를 사용할 수 있다.
극소수의 컴퓨터에서 68008을 메인 CPU로 사용했는데 그 대표적인 예로 싱클레어 QL(Sinclair QL)이 있다. 하지만 임베디드 시스템에서는 68008이 널리 사용되었다.
모토로라는 1996년 68008의 판매를 중단하였다.